# Parapistocalamus hedigeri
Genre
Espèce
Statut de conservation UICN

 DD  : Données insuffisantes
Parapistocalamus hedigeri, unique représentant du genre Parapistocalamus, est une espèce de serpents de la famille des Elapidae.

## Répartition
Cette espèce est endémique de l'île Bougainville en Papouasie-Nouvelle-Guinée.

## Étymologie
Cette espèce est nommée en l'honneur de Heini Hediger.

## Publications originales
- Roux, 1934 : Contribution à la connaissance de la faune erpétologique des îles Salomon. Verhandlungen der Naturforschenden Gesellschaft in Basel, vol. 45, p. 77-81.